# Questa paucibranchiata
Questa paucibranchiata är en ringmaskart som beskrevs av Giere och Erséus 1998. Questa paucibranchiata ingår i släktet Questa och familjen Questidae. Inga underarter finns listade i Catalogue of Life.